# Jijeo-dong
Jijeo-dong (koreanska: 지저동) är en stadsdel i staden Daegu i den sydöstra delen av Sydkorea, 240 km sydost om huvudstaden Seoul. Den ligger i stadsdistriktet Dong-gu. I stadsdelen ligger terminalen för Daegus internationella flygplats.